# Umm al-Amad, Al-Mukharram
Umm al-Amad (tiếng Ả Rập: أم العمد, cũng đánh vần là Umm al-Amed) là một ngôi làng ở miền trung Syria, một phần hành chính của Tỉnh Homs. Các thị trấn gần đó bao gồm al-Mukharram ở phía đông, al-Mukharram al-Tahtani ở phía đông bắc, Danibah ở phía bắc và al-Mishirfeh ở phía đông. Theo Cục Thống kê Trung ương, Umm al-Amad có dân số 2.851. Cư dân của nó chủ yếu là người Hồi giáo Shia.